# Констянтин II (юдик Галлури)
Констянтин II (італ. Costantino II; д/н — бл. 1133) — юдик (володар) Галлурського юдикату у 1117—1133 роках.

## Життєпис
Походив з роду Спану. Про нього відомостей обмаль. Був зятем юдика Торкіторіо I. Можливо після смерті останнього 1112 року підтримував шварґа Сальтаро. Близько 1117 року зумів відсторонити від влади Іттокора, що узурпував владу. Втім останній отримав вагомий титул або посаду донну, що була другою після юдика.
Продовжив політику попередників, спрямований на взаємодію з Пізанською республікою, з якою 1131 року підписав перший великий договір. Відповідно до нього надав пізанцям допомогу у війні проти Генуезькою республіки за Корсику. Зробив свого сина Коміту співюдиком. Помер 1133 року.